# Fraignot-et-Vesvrotte
Fraignot-et-Vesvrotte är en kommun i departementet Côte-d'Or i regionen Bourgogne-Franche-Comté i östra Frankrike. Kommunen ligger i kantonen Grancey-le-Château-Neuvelle som tillhör arrondissementet Dijon. År 2022 hade Fraignot-et-Vesvrotte 72 invånare.

## Befolkningsutveckling
Antalet invånare i kommunen Fraignot-et-Vesvrotte
Referens:INSEE